# بخش سرخ‌رود
بخش سرخ‌رود یکی از بخش‌های شهرستان محمودآباد در استان مازندران در شمال ایران است.

## تقسیمات کشوری
- بخش سرخ‌رود
  - دهستان دابوی شمالی
  - دهستان هرازپی شمالی

شهر: سرخرود

## جمعیت
بنابر سرشماری مرکز آمار ایران، جمعیت بخش سرخ رود شهرستان محمودآباد در سال 1395 برابر با 12,345 نفر بوده است.